# 유엔 안전 보장 이사회 결의 제901 ~ 1000호 목록
다음은 유엔 안전 보장 이사회에서 1994년 3월 4일부터 1995년 6월 23일까지 결의된 제901~1000호 결의안의 목록이다.

## 문서가 있는 결의안 목록
- 유엔 안전 보장 이사회 결의 제910호 (1994년 4월 14일)
- 유엔 안전 보장 이사회 결의 제915호 (1994년 5월 4일)
- 유엔 안전 보장 이사회 결의 제926호 (1994년 6월 13일)